# Gerecse (berg)
Gerecse är ett berg i Ungern.   Det ligger i provinsen Komárom-Esztergom, i den nordvästra delen av landet, 50 km väster om huvudstaden Budapest. Toppen på Gerecse är 642 meter över havet. Gerecse ingår i Gerecse.
Terrängen runt Gerecse är huvudsakligen kuperad, men åt sydost är den platt. Gerecse är den högsta punkten i trakten. Runt Gerecse är det ganska tätbefolkat, med 52 invånare per kvadratkilometer. Närmaste större samhälle är Tatabánya, 12,7 km sydväst om Gerecse. I omgivningarna runt Gerecse växer i huvudsak lövfällande lövskog.